# Adolf de Schaumburg-Lippe
Prințul Adolf de Schaumburg-Lippe (20 iulie 1859 – 9 iulie 1916) a fost regent al Principatului de Lippe din 1895 până în 1897.

## Biografie

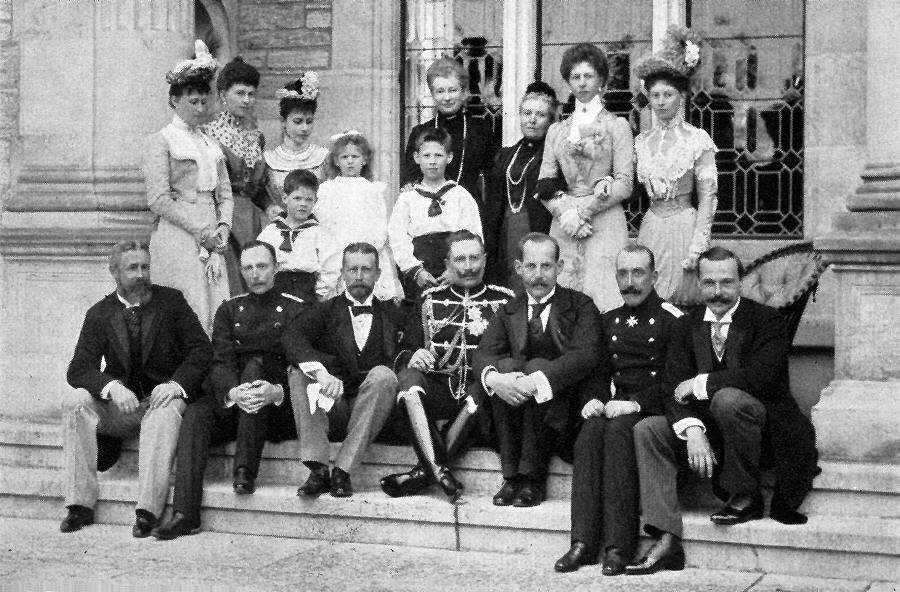
De la stânga la dreapta, sus: Prințesa Irene de Hesse, Prințesa Sofia a Prusiei, Prințesa Charlotte, Prințul Alexandru al Greciei (viitorul Alexandru I), Prințesa Elena a Greciei, Prințul George al Greciei (viitorul George al II-lea), Împărăteasa Augusta Viktoria, Împărăteasa văduvă Victoria, Prințesa Victoria și Prințesa Margareta, jos: Prințul Adolf de Schaumburg-Lippe, Prințul Frederic Karl de Hesse, Prințul Heinrich, Kaiserul Wilhelm al II-lea, Prințul Constantin al Greciei (viitorul Constantin I), Prințul Albert de Schleswig-Holstein și Ernest Louis, Mare Duce de Hesse, mai 1900

Născut la Palatul Bückeburg Palace (germană Schloss Bückeburg) în Bückeburg, a fost al șaptelea copil al lui Adolf I, Prinț de Schaumburg-Lippe (1817–1893) și a soției acestuia, Prințesa Hermine de Waldeck și Pyrmont (1827–1910).
În urma decesului Prințului Woldemar, la 20 martie 1895 și a ascensiunii fratelui lui Woldemar, Alexandru, Adolf a fost numit regent de Lippe, prințul Alexandru fiind incapabil să domnească din cauza unei boli mentale. A fost regent până în 1897 când a fost înlocuit de contele Ernst de Lippe-Biesterfeld.
Prințul Adolf s-a căsătorit la 19 noiembrie 1890 la Berlin cu Prințesa Victoria a Prusiei. Ea era fiica împăratului Frederic al III-lea al Germaniei, și deci Adolf a fost cumnatul ultimului împărat al Germaniei, Wilhelm al II-lea. La nuntă a participat împăratul Wilhelm împreună cu soția lui, Augusta Viktoria de Schleswig-Holstein, și mama Prințesei Victoria, împărăteasa Victoria. Cum mama soției sale era membră a familiei regale britanice, multe rude ale ei au participat la nuntă. După ceremonie, la banchetul dat de tânărul cuplu, împăratul Wilhelm a asigurat perechea de "protecția sa și de grijă prietenească".
Mariajul a rămas fără copii, deși Prințesa Victoria a avut un avort în primele luni ale căsătoriei. La 11 ani după moartea soțului ei, Prințesa Victoria s-a căsătorit cu un refugiat rus mai mic cu 35 de ani decât ea.